# 富山県道45号黒部朝日公園線
富山県道45号黒部朝日公園線（とやまけんどう45ごう くろべあさひこうえんせん）は、富山県黒部市から下新川郡朝日町を結ぶ県道（主要地方道）である。

## 概要

### 路線データ
- 起点：富山県黒部市若栗字西割（富山県道14号黒部宇奈月線・富山県道53号若栗生地線交点）
- 終点：富山県下新川郡朝日町山崎字湯の瀬（朝日県立自然公園）
- 延長：15,772m

## 歴史
- 1977年（昭和52年）3月1日 - 認定[1]
- 1993年（平成5年）5月11日 - 建設省から、県道黒部朝日公園線が黒部朝日公園線として主要地方道に指定される[2]。

## 路線状況

### 重複区間
- 富山県道105号山崎草野線（下新川郡朝日町山崎字山の鼻 - 朝日町山崎字岩崎）
- 富山県道106号北羽入入善線（下新川郡朝日町山崎字岩崎 - 朝日町山崎字羽入）
- 富山県道102号山崎泊線（朝日町山崎字羽入 - 朝日町山崎字湯の瀬）

## 地理

### 通過する自治体
- 黒部市
- 下新川郡
  - 入善町
  - 朝日町

### 交差する道路
- 富山県道14号黒部宇奈月線・富山県道53号若栗生地線（黒部市若栗・中坪交差点、起点）
- 富山県道116号小摺戸芦崎線（下新川郡入善町小摺戸・小摺戸交差点）
- 富山県道327号新屋上野線（下新川郡入善町小摺戸・小摺戸（東）交差点）
- 富山県道63号入善宇奈月線（下新川郡入善町新屋・新屋交差点）
- 富山県道108号舟見入善線（下新川郡入善町野中）
- 富山県道13号朝日宇奈月線（下新川郡入善町今江・下今江交差点）
- 富山県道105号山崎草野線・富山県道106号北羽入入善線（下新川郡朝日町山崎）
- 富山県道102号山崎泊線（下新川郡朝日町山崎）
- 朝日町道（下新川郡朝日町山崎字湯の瀬、小川温泉元湯「ホテルおがわ」付近、終点）

### 主要橋梁・トンネル
- 権蔵橋
- 朝日小川トンネル

## 周辺
- 北陸自動車道 黒部インターチェンジ
- 富山地方鉄道本線 若栗駅
- 黒部市立若栗小学校
- 入善町立黒東小学校
- 新屋郵便局
- 蛭谷簡易郵便局
- YKK AP 黒部事業所 黒部荻生製造所
- 黒部川
- 朝日県立自然公園
- 小川温泉元湯
- 朝日小川ダム（小川）
- 朝日岳